# Bridget Katsriku
Bridget Katsriku est une fonctionnaire ghanéenne et actuellement présidente de la Commission des services publics du Ghana dont elle est la première femme présidente. Elle a été assermentée par le défunt président John Atta Mills le 7 mars 2011,.

## Éducation
Katsriku étudie à l'université du Ghana, Legon, avec un diplôme en arts. Elle est titulaire d'un diplôme de troisième cycle en administration publique et d'autres certificats de troisième cycle en gestion, politique publique, planification de la main-d'œuvre et audit.  

## Carrière
Katsriku a rejoint la fonction publique en septembre 1975. Elle a occupé de nombreux postes élevés dans les services civils et publics du Ghana, notamment celui de directrice en chef de deux ministères, le ministère de l'Emploi et de la Prévoyance sociale et le ministère du Tourisme. Elle a joué un rôle déterminant dans la mise en place de la Commission ghanéenne sur le sida et en a été la première secrétaire exécutive pendant un an et demi ; parmi d'autres politiques qu'elle a initiées figurent la Politique nationale sur les personnes handicapées, une politique sur les relations ONG-gouvernement, le vieillissement, les enfants des rues, le développement des coopératives, le problème du VIH / SIDA sur le lieu de travail, l'initiative de réponse du district VIH / SIDA et la politique touristique.  

## Prix et reconnaissance.
Katsriku est actuellement vice-présidente de l'Association africaine d'administration et de gestion publiques (AAPAM) dont le siège est à Nairobi, au Kenya, représentant l'ensemble de l'Afrique de l'Ouest . 
Elle a remporté plusieurs prix, dont celui de Meilleure travailleuse de la fonction publique en 2007 et le Prix national de l'Ordre de la Volta en 2011, pour son excellence et sa contribution à la fonction publique. 